# Félix Jean Marie Louis Ancey
Pour les articles homonymes, voir Ancey (homonymie).
Félix Jean Marie Louis Ancey, né le 2 août 1835 à Marseille et mort le 1er juin 1919 au Beausset, est un entomologiste et malacologiste français.

## Biographie
Félix Ancey qui vécut une grande partie de sa vie en Algérie, a travaillé principalement sur les coléoptères et les hyménoptères.
Son fils César Marie Félix Ancey qui vécut et mourut en Algérie est également entomologiste et conchyliologiste.

## Travaux
- Description d'une nouvelle espèce du genre Ceratorhina, Naturaliste 2: 317 (1880)
- Descriptions de coléoptères nouveaux. Naturaliste 2: 509 (1881)
- Contributions à la faune de l'Afrique Orientale.Descriptions de Coléoptères Nouveaux. 2e partie Naturalista Siciliano 2: 68-72.
- Contributions à la Faune de l'Afrique Orientale.Descriptions de Coléoptères Nouveaux.Il Naturalista Siciliano 2:116-120.
- Contributions à la faune de l'Afrique Orientale.Descriptions de Coléoptères Nouveaux. Naturalista Siciliano (1883)
- Contributions à la faune de l'Afrique Orientale.Descriptions de Coléoptères Nouveaux. Naturalista Siciliano (1883)
- Contributions à la faune de l'Afrique Orientale, Naturalista Siciliano 8: 224 (1886)